# غاري يو
غاري يو (بالإنجليزية: Gary Yeo)‏ هو منافس ألعاب قوى سنغافوري، ولد في 13 أغسطس 1986 في سنغافورة.

## وصلات خارجية
- غاري يو على موقع الاتحاد الدولي لألعاب القوى (الإنجليزية)
- غاري يو على موقع أوليمبيديا (الإنجليزية)